# Emily Loizeau
Emily Loizeau és una cantautora francobritànica nascuda a Neuilly-sur-Seine el 7 de febrer de 1975, filla d'un pare francès i d'una mare anglesa, i neta de l'actriu Peggy Ashcroft. Compon i canta tant en anglès com en francès, aportant a la cançó francesa un cert cosmopolitisme d'inspiració folk.

## Nota biogràfica
De formació musical clàssica (piano, violí i contrabaix) i atreta pel teatre, el 2001 decideix dedicar-se a la cançó i autoprodueix el seu primer disc, Folie En Tête, que no obté gaire ressò. No obstant això, segueix actuant fins que el 2005 obté el premi de la Sacem (organisme francès dels drets d'autor).
Més coneguda pel públic gràcies als seus concerts i a col·laboracions amb diversos artistes, el 2006 edita L'Autre Bout du Monde, àlbum en part autobiogràfic que obté un gran èxit de vendes i de crítica.
Les seves aparicions escèniques es multipliquen, així com els duos i altres col·laboracions musicals. El 2009 instal·la un estudi d'enregistrament a l'Ardèche, regió tradicionalment ocupada per gent alternativa tipus hippie i enregistra Pays Sauvage, on hi participen diversos artistes invitats i pel que obté el Premi Constantin que recompensa l'àlbum revelació francès de l'any. El mateix any compon la banda sonora de la pel·lícula King Guillaume i participa en la de Gainsbourg, vie héroïque.
Emily Loizeau enregistra el seu tercer àlbum a principis del 2012, a la seva casa de l'Ardeche. El disc, Mothers and tygers, és editat el 10 de setembre del 2012.

## Discografia
- 2005 Folie en tête (autoproduït)
- 2006 L'Autre Bout du Monde
- 2007 Live Au Grand Rex (edició limitada)
- 2009 Pays Sauvage
- 2009 King Guillaume (banda sonora)
- 2012 Mothers and Tygers